# Grankottsbock
Grankottsbock (Cortodera femorata) är en skalbaggsart som först beskrevs av Johan Christian Fabricius 1787.  Grankottsbock ingår i släktet Cortodera och familjen långhorningar.
Artens utbredningsområde är:
- Frankrike.
- Ukraina.

Arten är reproducerande i Sverige. Inga underarter finns listade i Catalogue of Life.